# Eleccions municipals de 2015 a Cabra del Camp
Les eleccions municipals de 2015 a Cabra del Camp van ser unes eleccions locals que es van celebrar el diumenge 24 de maig de 2015 a Cabra del Camp, a l'Alt Camp, com a part de les eleccions municipals espanyoles. Es van triar els 9 regidors de l'Ajuntament de Cabra del Camp.

## Sistema electoral
Les eleccions als ajuntaments de l'Estat espanyol estan fixades per celebrar-se el quart diumenge de maig cada quatre anys. El sistema electoral fa servir la regla D'Hondt amb representació proporcional, llistes tancades i una barrera electoral del 5% dels vots vàlids, que inclou els vots en blanc. La votació per a l'assemblea local es basa en el sufragi universal.
En les eleccions municipals, la circumscripció electoral és el municipi i el nombre d'escons (o sigui, regidors) a triar del municipi es determina en funció del nombre d'habitants censats en aquest municipi. En el cas de Cabra del Camp, en tenir 839 persones censades, l'hi correspon 9 regidors.

## Candidatures
El 28 d'abril del mateix any, la Junta Electoral de Zona de Valls va proclamar tres candidatures del municipi de Cabra del Camp en el Butlletí Oficial de la Província de Tarragona.
1. Cabra En Comú (CABRAENCO)
2. Convergència i Unió (CiU)
3. Partit Popular (PP)

## Jornada electoral

### Constitució de les meses
En aquell moment, Cabra del Camp tenia una població de 1.115 habitants, dels quals 839 persones van ser cridades a votar a l'única mesa que es va constituir al municipi.

### Participació
La participació en aquestes eleccions va ser de 66,7%, el qual cosa implica que un total de 560 ciutadans del municipi van decidir exercir el seu dret a vot. Comparant aquesta participació amb la mitjana catalana, Cabra del Camp va registrar una xifra més alta, situant-se en 8,2 punts percentuals per sobre.
A continuació, es presenta una taula amb els percentatges de participació registrats a diferents hores del dia de les eleccions:
| Hores              | Cabra del Camp |
| ------------------ | -------------- |
| Participació (14h) | 40,0% ( 6,1%)  |
| Participació (18h) | 55,8% ( 7,2%)  |
| Participació (20h) | 66,7% ( 5,4%)  |